# Liste der Baudenkmäler in Wadgassen
In der Liste der Baudenkmäler in Wadgassen sind alle Baudenkmäler der saarländischen Gemeinde Wadgassen und ihrer Ortsteile aufgelistet. Grundlage ist die Veröffentlichung der Landesdenkmalliste im Amtsblatt des Saarlandes vom 22. Dezember 2004 und die aktuelle Teildenkmalliste des Landkreises Saarlouis in der Fassung vom 9. August 2017.

## Differten
| Lage                       | Bezeichnung             | Beschreibung | Bild |
| -------------------------- | ----------------------- | --- | ---- |
| Denkmalstraße              | Kriegerdenkmal          | Das Kriegerdenkmal erinnert an die Gefallenen des Ersten Weltkriegs. Es wurde 1918 von Scherer errichtet. Im Sockel mit abgeschrägten Ecken sind Platten mit den Namen der Gefallenen angebracht, dazwischen florale Motive. Darüber erheben sich vier schlanke korinthische Säulen, die ein Gebälk tragen. Zwischen den Säulen erhebt sich eine fünfte massive, hexagonale Säule mit einem Kruzifix. Auf dem Gebälk ruht ein Sockel auf dem ein Adler mit ausgebreiteten Schwingen steht.                  |      |
| Eimersbergstraße 7 Lage    | Kath. Pfarrhaus         | 1836 erbaut |      |
| Gangolfstraße Lage         | Pfarrkirche St. Gangolf | St. Gangolf wurde von 1891 bis 1893 nach Plänen von Wilhelm Hector errichtet. 1902/03 wurde eine Taufkapelle angebaut. Die im neugotischen Stil errichtete dreischiffige Pseudobasilika besitzt niedrige Obergaden ohne Fensteröffnungen. An das das fünfjochige Langhaus schließt sich einerseits ein unverputzter Turm mit Spitzhelm an und auf der anderen Seite ein fünfseitiger polygonal abschließenden Chor. Giebel- und Traufgesimse schmücken den Putzbau. Auch die Strebepfeiler sind unverputzt. |      |
| Gangolfstraße 30 Lage      | Wohnhaus Dechant Senzig | Erbaut 1913 |      |
| Mittelwiesenstraße 24 Lage | Bahnhofsempfangsgebäude | Erbaut 1879/80 |      |
| Werbelner Straße 60 Lage   | Bauernhaus              | Erbaut im letzten Viertel des 18. Jahrhunderts |      |

## Hostenbach
| Lage                     | Bezeichnung            | Beschreibung | Bild |
| ------------------------ | ---------------------- | --- | ---- |
| Schaffhauser Straße Lage | Kath. Kirche Herz Jesu | Die Kirche wurde 1922/23 nach Entwürfen von Peter Marx errichtet. 1954 wurde ein freistehender Glockenturm angebaut. In den 1960er Jahren wurde das Kirchenschiff der Basilika dann aus Platzgründen erweitert. Die halbrunde Apsis wurde zu einem Altarraum mit Seitenflügeln ausgebaut. |      |

## Schaffhausen
| Lage                         | Bezeichnung                                                | Beschreibung | Bild |
| ---------------------------- | ---------------------------------------------------------- | --- | --- |
| Im Bungert / Tischenweg Lage | Ensemble Werkssiedlung „Im Bungert“                        | Die Werkssiedlung wurde 1911–1912 vom Unternehmen Röchling für Bergleute der Grube Hostenbach erbaut. Die zweigeschossigen Putzbauten wurden ungewöhnlich aufwändig gestaltet mit Schopfwalmdächern, Zwerchhäusern, Bögen und Toren. | Die Werkssiedlung wurde 1911–1912 vom Unternehmen Röchling für Bergleute der Grube Hostenbach erbaut. Die zweigeschossigen Putzbauten wurden ungewöhnlich aufwändig gestaltet mit Schopfwalmdächern, Zwerchhäusern, Bögen und Toren. |
| Im Bungert / Tischenweg Lage | Ensemble Werkssiedlung „Im Bungert“                        | Im Bungert 1–13, Mehrfamilienwohnhaus, 1911–1912 (Ensemblebestandteil) | |
| Im Bungert / Tischenweg Lage | Ensemble Werkssiedlung „Im Bungert“                        | Im Bungert 2–14, Mehrfamilienwohnhaus, 1911–1912 (Ensemblebestandteil) | |
| Im Bungert / Tischenweg Lage | Ensemble Werkssiedlung „Im Bungert“                        | Tischenweg 10–16, Mehrfamilienwohnhaus, 1911–1912 (Ensemblebestandteil) | |
| Im Bungert / Tischenweg Lage | Ensemble Werkssiedlung „Im Bungert“                        | Tischenweg 18–24, Mehrfamilienwohnhaus, 1911–1912 (Ensemblebestandteil) | |
| Girtstraße Lage              | Kath. Kirche zu den hl. Schutzengeln                       | Die Schutzengelkirche wurde 1933–1934 nach Entwurf der Architekten Weiss und Schultheis errichtet. 1953/1954 erfolgte der Anbau des Turms nach Plänen des Saarbrücker Architekten Felix Stenger auf einer Seite des rechteckigen Chors. Die an eine Basilika erinnernde Hallenkirche wurde mit Elementen des Neuen Bauens und der Neogotik errichtet. | |
| Provinzialstraße 26 Lage     | Villeroy’sches Forsthaus                                   | Der eingeschossige Bau mit Ecklisenen und Zwerchhaus wurde 1896 erbaut und war ursprünglich Kaffeeküche der Grube Hostenbach. Er befindet sich im Besitz der Familie Boch und dient heute als Forsthaus. | |
| Provinzialstraße 26 Lage     | Fördermaschinenhaus des Karl-Schachts der Grube Hostenbach | Von der ehemaligen privaten Grube Hostenbach, die von der Familie Villeroy & Boch betrieben wurde, ist nur noch das Fördermaschinenhaus des 1870 abgeteuften Karl-Schachts vorhanden. Das schlichte rechteckige Gebäude mit hohen Rundbogenfenstern und Lünettenfenstern im Giebel stammt noch aus dieser Zeit.                                       | |

## Wadgassen
| Lage                   | Bezeichnung                                             | Beschreibung | Bild |
| ---------------------- | ------------------------------------------------------- | --- | --- |
| Saarstraße/Im Hof Lage | Ensemble Prämonstratenserabtei Wadgassen – Cristallerie | Die Abtei wurde 1135 gegründet. Von dem romanischen Bau ist allerdings nichts erhalten. In der ersten Hälfte des 18. Jahrhunderts wurde die Abtei neu erbaut. Während der Französischen Revolution wurde das Kloster säkularisiert und ab 1800 zum Abbruch verkauft. Von der einstigen Klosterkirche sind nur Sockelreste derhalten. Die sonstigen erhaltene Gebäude sind zweigeschossige Putzbauten mit Mansarddächern mit barocken Stilelementen. Aus den Steinen des Klosters entstand 1843 die Cristallerie Wadgassen, eine Glashütte von Nicolas Villeroy, Jean-Francois Boch und Eduard Karcher. Bis 1986 wurde hier böhmisches und französisches Kristallglas produziert. | Die Abtei wurde 1135 gegründet. Von dem romanischen Bau ist allerdings nichts erhalten. In der ersten Hälfte des 18. Jahrhunderts wurde die Abtei neu erbaut. Während der Französischen Revolution wurde das Kloster säkularisiert und ab 1800 zum Abbruch verkauft. Von der einstigen Klosterkirche sind nur Sockelreste derhalten. Die sonstigen erhaltene Gebäude sind zweigeschossige Putzbauten mit Mansarddächern mit barocken Stilelementen. Aus den Steinen des Klosters entstand 1843 die Cristallerie Wadgassen, eine Glashütte von Nicolas Villeroy, Jean-Francois Boch und Eduard Karcher. Bis 1986 wurde hier böhmisches und französisches Kristallglas produziert. |
| Saarstraße/Im Hof Lage | Ensemble Prämonstratenserabtei Wadgassen – Cristallerie | Saarstraße 14, Schreinerei der Cristallerie Wadgassen, um 1880 (Ensemblebestandteil) | |
| Saarstraße/Im Hof Lage | Ensemble Prämonstratenserabtei Wadgassen – Cristallerie | Saarstraße 14, Glashütte der Cristallerie Wadgassen, 1883 (Ensemblebestandteil) | |
| Saarstraße/Im Hof Lage | Ensemble Prämonstratenserabtei Wadgassen – Cristallerie | Saarstraße 14, Klostermauer, Prämonstratenserabtei, 18. Jh. (Ensemblebestandteil) | |
| Saarstraße/Im Hof Lage | Ensemble Prämonstratenserabtei Wadgassen – Cristallerie | Saarstraße 14, Torhaus, 18. Jh. von Johann Bernhard Trabucco, Umbau 19. Jh. (Einzeldenkmal) | |
| Saarstraße/Im Hof Lage | Ensemble Prämonstratenserabtei Wadgassen – Cristallerie | Saarstraße 14, Fundamente der Klostergebäude, 1719–29 von Johann Bernhard Trabucco (Ensemblebestandteil) | |
| Saarstraße/Im Hof Lage | Ensemble Prämonstratenserabtei Wadgassen – Cristallerie | Saarstraße 14, Krankenbau, um 1750 von Johann Heinrich Eckhardt (Einzeldenkmal) | |
| Saarstraße/Im Hof Lage | Ensemble Prämonstratenserabtei Wadgassen – Cristallerie | Saarstraße 14, Klosterkirche (Reste), 1748–57 von Johann Heinrich Eckhardt (Ensemblebestandteil) | |
| Saarstraße/Im Hof Lage | Ensemble Prämonstratenserabtei Wadgassen – Cristallerie | Im Hof 1–7, Wirtschaftsgebäude, Umbau um 1750 von Johann Heinrich Eckhardt (Einzeldenkmal) | |
| Saarstraße/Im Hof Lage | Ensemble Prämonstratenserabtei Wadgassen – Cristallerie | Im Hof 9/11, Wirtschaftsgebäude, 16. Jh. (Ensemblebestandteil) | |
| Auf dem Spurk 2–8 Lage | Spurker Haus                                            | Das Spurker Haus war Herberge und Wirtshaus der Abtei Wadgassen. Der langgestreckte zweigeschossige Bau besitzt eine aus dem 16. Jahrhundert stammende Galerie als Zugang zum Obergeschoss und barocke Fenster aus dem 18. Jahrhundert. | |
| Lindenstraße Lage      | Kath. Kirche St. Mariae Heimsuchung                     | Die Kirche wurde 1880–1882 nach Entwurf des luxemburgischen Staatsarchitekten Karl Arendt als Hallenkirche aus Sandstein im neoromanischen Stil erbaut. Der Chor mit dreiseitigem Schluss wurde an das Langhaus angebaut, der Turm an der Portalfassade liegt gegenüber. | |
| Lindenstraße 30 Lage   | Gasthaus „Zur Linde“                                    | Das Wohnhaus stammt aus der zweiten Hälfte des 18. Jahrhunderts. Im 19. Jahrhundert erhielt das Gebäude einen Anbau. Heute wird es als Gasthaus genutzt. | |

## Werbeln
| Lage                  | Bezeichnung                         | Beschreibung | Bild |
| --------------------- | ----------------------------------- | --- | ---- |
| Ludweiler Straße Lage | Kath. Kirche St. Antonius von Padua | St. Antonius wurde 1923/24 nach Plänen des Trierer Architekten Peter Marx errichtet. Im an das Langhaus angebauten Rechteckchor steht ein barocker Hochaltar aus Saarlouis. Die Decke mit Hohlkehle wird von breiten Pilastern zwischen den Fenstern getragen. Außen ist der Bau von Gesimsen horizontal gegliedert. Man betritt die Kirche über ein Portal im niedrigen quadratischen Turm mit Spitzhelm. Über dem Portal befindet sich eine Figurennische mit Madonna mit Kind. |      |